# Oxyethira vaina
Oxyethira vaina är en nattsländeart som beskrevs av Harris och Davenport 1999. Oxyethira vaina ingår i släktet Oxyethira och familjen smånattsländor. Inga underarter finns listade i Catalogue of Life.